# Whitehall (Montana)
Whitehall és una població dels Estats Units a l'estat de Montana. Segons el cens del 2000 tenia 1.044 habitants.

## Demografia
Segons el cens del 2000, Whitehall tenia 1.044 habitants, 450 habitatges, i 297 famílies. La densitat de població era de 592,8 habitants per km².
Dels 450 habitatges en un 27,3% hi vivien nens de menys de 18 anys, en un 54,2% hi vivien parelles casades, en un 9,3% dones solteres, i en un 34% no eren unitats familiars. En el 29,8% dels habitatges hi vivien persones soles el 15,3% de les quals corresponia a persones de 65 anys o més que vivien soles. El nombre mitjà de persones vivint en cada habitatge era de 2,32 i el nombre mitjà de persones que vivien en cada família era de 2,86.
Per edats la població es repartia de la següent manera: un 25,2% tenia menys de 18 anys, un 5,7% entre 18 i 24, un 25,3% entre 25 i 44, un 23,9% de 45 a 60 i un 20% 65 anys o més.
L'edat mediana era de 41 anys. Per cada 100 dones de 18 o més anys hi havia 86 homes.
La renda mediana per habitatge era de 29.940 $ i la renda mediana per família de 38.833 $. Els homes tenien una renda mediana de 30.682 $ mentre que les dones 19.643 $. La renda per capita de la població era de 15.527 $. Aproximadament el 8,8% de les famílies i el 12% de la població estaven per davall del llindar de pobresa.

## Poblacions més properes
El següent diagrama mostra les poblacions més properes.